# Thliptoceras fuscocilialis
Thliptoceras fuscocilialis là một loài bướm đêm trong họ Crambidae.